# Valdemar II de Dinamarca
Valdemar II de Dinamarca, conocido como Valdemar el Conquistador o Valdemar el Victorioso (en danés: Valdemar Sejr, si bien este apodo es una invención muy posterior; Ribe, Dinamarca, 28 de junio de 1170-Vordingborg, 28 de marzo de 1241), fue rey de Dinamarca desde el 12 de noviembre de 1202 hasta su muerte en 1241.

## El reinado

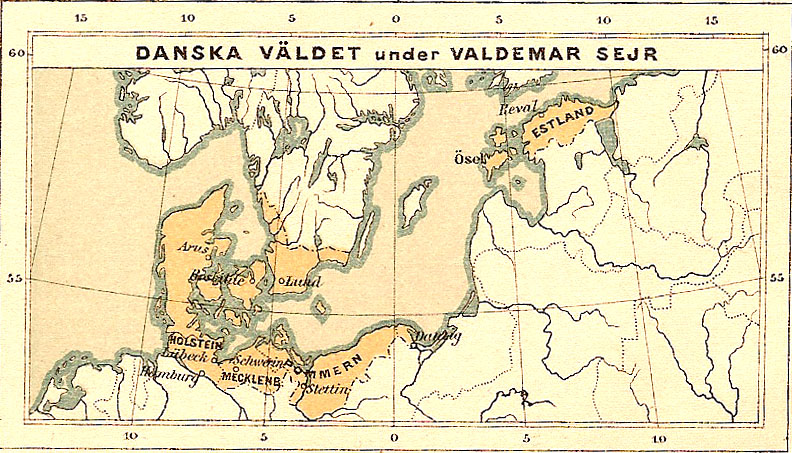
Extensión de Dinamarca durante su reinado

Era hijo del rey Valdemar I el Grande y hermano y sucesor de Canuto VI. Fue duque de Jutlandia Meridional (Schleswig)) a partir de 1183 y rey de Dinamarca tras el fallecimiento de su hermano Canuto.
En política interior, continuó con las reformas que habían iniciado su padre y hermano, y gobernó en estrecha relación con la Iglesia. El arzobispo Absalón de Lund cedió muchos de sus cargos y títulos a su primo germano, Sune Ebbesen Hvide, que murió en 1186: Peder Sunesen gobernó el obispado de Roskilde desde 1191 hasta 1214, cuando su hermano, Anders Sunesen, sucedió a Absalón en el arzobispado de Lund (1201-1228). Ambos hermanos, uno tras otro, fueron cancilleres del reino hasta que Anders, enfermo de lepra, tuvo que abandonar el cargo en 1221. El último hermano, Jacob Sunesen, recibió el título de príncipe de la isla de Møn.

## Política exterior

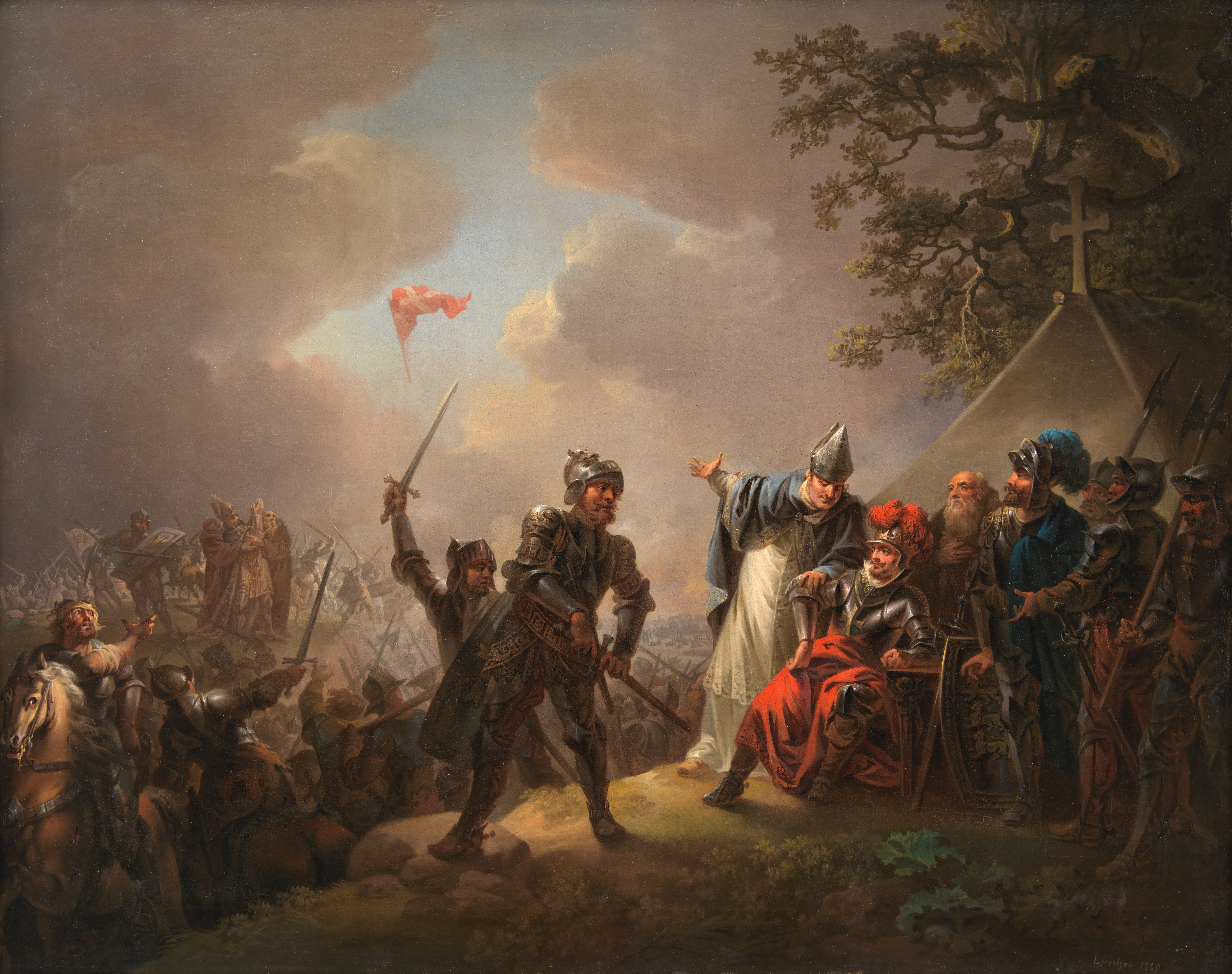
La dannebrog aparece en el cielo durante la batalla de Lyndanisse. Óleo de Christian August Lorentzen (1809).

Valdemar II dominó Noruega, donde Erling Steinvegg, rey de los bagler, le rindió vasallaje en 1204. La intervención en Suecia de los hijos de Sune Ebbesen, primos del arzobispo Absalón, con el fin de apoyar al rey Sverker II de Suecia, yerno de Ebbe Sunesen, se saldó con la derrota y la muerte de tres de ellos el 13 de enero de 1208 en la batalla de Lena, en Västergötland.
A partir de 1210, Valdemar II se propuso conquistar Estonia (en danés: Estland) y prosiguió en su empeño hasta triunfar definitivamente, derrotando a los paganos en la batalla de Lyndanisse, cerca de la futura Tallin (Reval), el 15 de junio de 1219. Según cuenta la leyenda, un gallardete de tisú rojo con una cruz blanca cayó desde el cielo cuando la batalla estaba en su punto más encarnizado, mientras se oía una voz que decía: «Cuando esta bandera se levante, seréis victoriosos». Valdemar II lo cogió y a partir de ese momento, fue el estandarte, conocido con el nombre de Danebrog, que se convirtió en la bandera nacional de Dinamarca.
En Alemania, después de obtener por parte del emperador Federico II Hohenstaufen, la confirmación de las conquistas llevadas a cabo por su hermano, entre el Eider y el Elba, Valdemar prosiguió con su política de expansión. Como duque de Jutlandia del Sur se enfrentó al conde Adolfo III de Holstein. Valdemar ya había conquistado Holstein y Lübeck en 1201. En 1203, Adolfo III tuvo que entregarle Lauenburgo como tributo.
En la costa del Mar del Norte, los Dithmarschen, una especie de comunidad de campesinos vasallos del obispo de Bremen, se sometieron al dominio danés. En 1208, los daneses fundaron Harburgo en la orilla izquierda del Elba, y en 1216 ocuparon Hamburgo. Esta rápida expansión se debió, en parte, al conflicto existente entre Otón IV y Federico II Hohenstaufen que dividió Alemania.
El 6 de mayo de 1223, cuando el rey de Dinamarca estaba en la cumbre de su apogeo, fue apresado junto con su hijo, Valdemar el Joven, en la isla de Lyø por su vasallo, el conde Enrique de Schwerin, durante una cacería. Ambos príncipes daneses fueron encerrados en Mecklemburgo y perdieron, de inmediato, Hamburgo y Lübeck. Aunque el emperador Federico II reprobó semejante felonía, no intervino para liberar al rey. Fue necesario esperar hasta 1225 para que Jacobo de Møn pudiera reunir los 45.000 marcos de plata necesarios para pagar el rescate del rey y de su hijo.
Valdemar II quiso reemprender la lucha e invadir Alemania del Norte, pero su ejército fue derrotado el 22 de julio de 1227 en la batalla de Bornhöved por las fuerzas coaligadas de Lübeck y los federales de la región, dirigidas por el conde Adolfo IV de Holstein.
Esta derrota terminó con las aspiraciones de los daneses que pretendían dominar el Báltico, y el reino sólo consiguió conservar la isla de Rügen y una parte de Mecklemburgo y de Estonia.

## Últimos años
El rey Valdemar II fue el promotor del Código de Jutlandia de 1241. Ordenó codificar las leyes danesas y puso en marcha un inventario fiscal de su reino llamado Liber Census Daniæ. Esto incrementó el poder de las familias nobles (højadelen) y dio origen a la nobleza menor (lavadelen), que controló la mayor parte de Dinamarca. Los campesinos libres perdieron sus derechos tradicionales y los privilegios de que disfrutaban desde la era vikinga.
Murió el 28 de marzo de 1241 en Vordingborg.

## Descendencia
Tras la muerte de su hijo Valdemar, corregente de Dinamarca de 1215 a 1231, el rey proclamó heredero a Erico, el mayor de los hijos habidos de su segundo matrimonio, y dotó a los jóvenes con feudos personales, dando paso a un periodo de pleitos internos. Valdemar II se casó:
En 1205 con Margarita de Bohemia, llamada Dagmar, que murió el 24 de mayo de 1212 y era hija del rey Otakar I de Bohemia. De esta unión nació: 
1. Valdemar el Joven (1209-1231), fue corregente de Dinamarca. Se casó con Leonor de Portugal en 1229.

En segundas nupcias se casó en 1214 con Berenguela de Portugal, que murió el 27 de marzo de 1221, hija del rey Sancho I de Portugal. De esta unión nacieron:
1. Erico IV (1216-1250), príncipe heredero y breve rey en 1231.[5]
2. Sofía (1217-1247), se casó en 1225 con el margrave Juan I de Brandeburgo.[5]
3. Abel I (1218-1252), duque soberano de Schleswig en 1231 y breve sucesor de su hermano Erico IV.[5] Ambos fueron antecesores de Cristián I.
4. Cristóbal I (1219-1259), duque de Lolland y de Falster en 1231.[5] Para ser rey, excluyó a la descendencia de Erico IV y de Abel I. Cristián I recompondría las tres ramas en su persona.

De su concubina, Helena Guttormsdotter:
1. Canuto (muerto en 1260), duque de Estonia en 1219, de Blekinge en 1231 y de Lolland.

De una dama desconocida:
1. Nicolás (muerto en 1218), duque de Halland a partir de 1216.